# Prooi (film)
Prooi is een Nederlandse speelfilm uit 2016 van Dick Maas. In de film spelen Sophie van Winden en Julian Looman de hoofdrollen.

## Verhaal
In een boerderij nabij Amsterdam, wordt een boerengezin vermoord aangetroffen. De politie heeft geen aanknopingspunten, maar Lizzy (Sophie van Winden), die dierenarts is in Artis, herkent de verminkingen van haar tijd in Afrika en vermoedt dat de dader een agressieve leeuw is. Haar beweringen worden in eerste instantie niet serieus genomen, tot er een tweede moordpartij plaatsvindt. Hierna betrekt de politie haar en de aan een rolstoel gekluisterde Engelse leeuwenjager Jack (Mark Frost). Lizzy wordt op de hielen gezeten door haar vriendje Dave (Julian Looman), die sensatiejournalist is bij AT5.

## Rolverdeling
- Sophie van Winden - Lizzy
- Julian Looman - Dave
- Mark Frost - leeuwenjager Jack DelaRue
- Rienus Krul - Brinkers
- Theo Pont - commissaris
- Victor Löw - neef van de commissaris
- Pieter Derks - journalist Maarten
- Jaap ten Holt - boer
- Jessica Zeylmaker - boerin
- Kees Boot - golfer
- Rutger de Bekker - golfer
- Mattijn Hartemink - golfer
- Mamoun Elyounoussi - rotibezorger
- Bart Klever - hotelgast
- Caitlin Rose Williams - secretaresse
- Robin Hagens - Gerrit
- Ab Zagt - journalist
- Robbert Blokland - journalist
- Wigger Verschoor - journalist
- Tarik Moree - jongen in fietstunnel
- Mees Slokkers - jongen in de speeltuin
- Roosmarijn van der Hoek - meisje in de speeltuin
- Robert Stolp - politieagent
- Wes Mutsaars - politieagent
- Reyer Krikke - barbecueër
- Tim Oortman - barbecueër
- Orlando Manuel do Brito - kickbokser
- Patrick Marcelino - rastaman

## Achtergrond
Het idee voor Prooi ontstond rond het jaar 2000. Dick Maas, die tevens de thrillers De lift, Amsterdamned, Sint en Quiz maakte, had het idee een thriller te maken rond een ontsnapte leeuw in een grote stad. In eerste instantie had Maas daarbij Berlijn in gedachten, later veranderde hij de locatie naar Amsterdam, dat eerder onderwerp was van zijn film Amsterdamned. Maas bedacht losse scènes waarin een losgebroken leeuw in de stad moord en verderf zaait en smeedde deze later samen tot één geheel. In december 2014 maakte Maas zijn plannen bekend. Hij kreeg voor de film subsidie toegewezen van het Nederlands Filmfonds. Voor het tot leven brengen van de leeuw zocht Maas contact met Erik-Jan de Boer, die eerder een Oscar won voor zijn animatiewerk aan de tijger in de film Life of Pi uit 2012. Een dergelijke animatietechniek bleek voor deze Nederlandse productie echter te kostbaar, waarna gekozen werd voor een combinatie van een animatronic, gecombineerd met kleine stukken computeranimatie, gemaakt door het animatiebedrijf Hectic Electric. In de film werden uiteindelijk 500 special effect-shots verwerkt.
In maart 2015 maakte Maas bekend de relatief onbekende Sophie van Winden en Julian Looman gestrikt te hebben voor de hoofdrollen van zijn nieuwe film, waarvoor het budget lag op 3 miljoen euro. In mei 2015 begonnen de opnames. De opnames verliepen soms lastig en Maas had regelmatig last van de Amsterdamse regelgeving. Zo werden nachtopnames in Frankendael bijna geschrapt, omdat er een reiger zou broeden en mocht er bij nachtopnamen in de stad in verband met geluidsoverlast enkel gewerkt worden met een elektrische scooter. Maas kreeg wel uitgebreide medewerking van het GVB, dat onder andere een tram ter beschikking stelde aan de film. De film bleef uiteindelijk binnen het budget, maar zowel Maas als producent Dave Schram moesten wel afzien van salaris. In september 2015 werd de film, tot verbazing van Maas, door de filmkeuring beoordeeld voor 16 jaar en ouder. Maas noemde deze kwalificatie betuttelend.

## Ontvangst
Op 4 oktober 2016 plaatste New Trailer Buzz de trailer van de film op YouTube. De trailer ging viraal en werd binnen enkele dagen meer dan 250 duizend keer bekeken. Op 13 oktober 2016 ging de film in première in de Amsterdamse bioscoop Tuschinski. De Volkskrant, Het Parool en NRC gaven de film 3/5 sterren. De Telegraaf was met 4/5 sterren iets positiever.
Met zo’n 30.000 bezoekers in Nederland, is Prooi de slechtst bezochte film van Dick Maas ooit, en wordt hij gezien als een flop. Sinds maart 2019 is de film in China te zien, waar hij in drie dagen tijd ruim 1,1 miljoen bezoekers trok, en 4,4 miljoen euro opbracht.